# 桑营
桑营镇地处淮河以北，安徽省太和县最北部，和河南省郸城县及安徽亳州市接壤，位于两省三县之间。
该地以农业为主，主要粮食作物有小麦，玉米，大豆等 ，经济作物有烟草，薄荷，白术，大青，桔梗等中药材，盛产中药材及薄荷；特别是薄荷，是中国薄荷的主要产区，被誉为“中国最大薄荷生产开发基地”。